# CJ-100
El CJ-100 (chino:b长剑-100; pinyin: Cháng Jiàn 100; en español: 'espada larga 100'; designación OTAN: CH-SSC-13 Splinter), también conocido como DF-100 (chino: 东风-100; pinyin: Dōngfēng 100; en español: 'viento del este 100'), es un misil de crucero de ataque terrestre supersónico-hipersónico estratégico de largo alcance fabricado por China.
El Instituto de Estudios Aeroespaciales de China, de la Fuerza Aérea de los Estados Unidos, identificó y determinó que el CJ-100 está en servicio en el Ejército Popular de Liberación a partir de 2019, y que la capacidad operativa plena (FOC) del sistema de misiles se pudo alcanzar en 2022.

## Características
Supuestamente el sistema de misiles es capaz de atacar instalaciones terrestres, objetivos reforzados, búnkeres subterráneos y grandes buques de guerra. El alcance sería de alrededor de 2000 a 3000 kilómetros (1200 a 1900 millas). El misil puede montarse por pares en un vehículo transportador erector lanzador (TEL) de 10x10, o posiblemente lanzado por el bombardero H-6K. A diferencia de la mayoría de los misiles de crucero del mundo, casi toda la fase de vuelo del CJ-100 se realiza a velocidad supersónica.